# Élections législatives de 2007 dans la Sarthe
Les élections législatives françaises de 2007 se déroulent les 10 et 17 juin 2007. Dans le département de la Sarthe, cinq députés sont à élire dans le cadre de cinq circonscriptions.

## Élus
| Circonscription | Député sortant                            | Parti | Parti | Député élu ou réélu       | Parti | Parti |
| --------------- | ----------------------------------------- | ----- | ----- | ------------------------- | ----- | ----- |
| 1re             | Pierre Hellier                            |       | UMP   | Fabienne Labrette-Ménager |       | UMP   |
| 2e              | Jean-Marie Geveaux                        |       | UMP   | Marietta Karamanli        |       | PS    |
| 3e              | Béatrice Pavy                             |       | UMP   | Béatrice Pavy             |       | UMP   |
| 4e              | Marc Joulaud suppléant de François Fillon |       | UMP   | François Fillon           |       | UMP   |
| 5e              | Dominique Le Mèner                        |       | UMP   | Dominique Le Mèner        |       | UMP   |

## Résultats

### Résultats à l'échelle du département
| Parti                                      | Parti                               | Premier tour | Premier tour | Second tour | Second tour | Sièges |
| Parti                                      | Parti                               | Voix         | %            | Voix        | %           | Sièges |
| ------------------------------------------ | ----------------------------------- | ------------ | ------------ | ----------- | ----------- | ------ |
|                                            | Union pour un mouvement populaire   | 115 552      | 48,13        | 97 758      | 53,57       | 4      |
|                                            | Mouvement pour la France            | 3 921        | 1,63         |             |             | 0      |
|                                            | Majorité présidentielle             | 119 473      | 49,77        | 97 758      | 53,57       | 4      |
|                                            |                                     |              |              |             |             |        |
|                                            | Parti socialiste                    | 70 872       | 29,52        | 84 737      | 46,43       | 1      |
|                                            | Les Verts                           | 7 418        | 3,09         |             |             | 0      |
|                                            | Parti communiste français           | 7 051        | 2,94         | 0           |             |        |
|                                            | Divers gauche                       | 17           | 0,01         | 0           |             |        |
|                                            | Gauche parlementaire                | 85 358       | 35,56        | 84 737      | 46,43       | 1      |
|                                            |                                     |              |              |             |             |        |
|                                            | UDF–Mouvement démocrate             | 12 893       | 5,37         |             |             | 0      |
|                                            | Extrême gauche dont LCR, LO et PT   | 9 200        | 3,83         | 0           |             |        |
|                                            | Front national                      | 7 469        | 3,11         | 0           |             |        |
|                                            | Divers                              | 2 038        | 0,85         | 0           |             |        |
|                                            | Chasse, pêche, nature et traditions | 1 887        | 0,79         | 0           |             |        |
|                                            | Divers écologiste dont LT-LNÉ et GÉ | 1 012        | 0,42         | 0           |             |        |
|                                            | Mouvement national républicain      | 737          | 0,31         | 0           |             |        |
|                                            |                                     |              |              |             |             |        |
| Inscrits                                   | Inscrits                            | 402 522      | 100,00       | 324 466     | 100,00      | 5      |
| Abstentions                                | Abstentions                         | 156 117      | 38,78        | 136 768     | 42,15       |        |
| Votants                                    | Votants                             | 246 405      | 61,22        | 187 698     | 57,85       |        |
| Blancs et nuls                             | Blancs et nuls                      | 6 338        | 2,57         | 5 203       | 2,77        |        |
| Exprimés                                   | Exprimés                            | 240 067      | 97,43        | 182 495     | 97,23       |        |
| Source : Ministère de l'Intérieur - Sarthe |                                     |              |              |             |             |        |

### Résultats par circonscription

#### Première circonscription (Le Mans - Fresnay-sur-Sarthe)
| Candidat       | Candidat                       | Parti          | Premier tour | Premier tour | Second tour | Second tour |  |
| Candidat       | Candidat                       | Parti          | Voix         | %            | Voix        | %           |  |
| -------------- | ------------------------------ | -------------- | ------------ | ------------ | ----------- | ----------- |  |
|                | Fabienne Labrette-Ménager élue | UMP            | 19 875       | 47,23        | 22 158      | 56,55       |  |
|                | Françoise Dubois               | PS             | 11 257       | 26,75        | 17 026      | 43,45       |  |
|                | Hubert Celle                   | UDF–MoDem      | 2 983        | 7,09         |             |             |  |
|                | Jean-Louis Prigent             | Les Verts      | 1 832        | 4,35         |             |             |  |
|                | Jean-Louis Aubert              | MPF            | 1 292        | 3,07         |             |             |  |
|                | Jean-François Le Gras          | FN             | 1 188        | 2,82         |             |             |  |
|                | Dinah Thommeret                | LCR            | 1 166        | 2,77         |             |             |  |
|                | Bernard Breux                  | PCF            | 911          | 2,17         |             |             |  |
|                | François Garcia                | LO             | 573          | 1,36         |             |             |  |
|                | Martine Pave                   | CPNT           | 458          | 1,09         |             |             |  |
|                | Jean-Claude Loiseau            | Divers         | 347          | 0,82         |             |             |  |
|                | Claude Vignot                  | MNR            | 160          | 0,38         |             |             |  |
|                | Serge Mousset                  | Divers         | 36           | 0,09         |             |             |  |
|                |                                |                |              |              |             |             |  |
| Inscrits       | Inscrits                       | Inscrits       | 71 456       | 100,00       | 71 449      | 100,00      |  |
| Abstentions    | Abstentions                    | Abstentions    | 28 106       | 39,33        | 31 044      | 43,45       |  |
| Votants        | Votants                        | Votants        | 43 350       | 60,67        | 40 405      | 56,55       |  |
| Blancs et nuls | Blancs et nuls                 | Blancs et nuls | 1 272        | 2,93         | 1 221       | 3,02        |  |
| Exprimés       | Exprimés                       | Exprimés       | 42 078       | 97,07        | 39 184      | 96,98       |  |

#### Deuxième circonscription (Le Mans-Est)
| Candidat       | Candidat                   | Parti          | Premier tour | Premier tour | Second tour | Second tour |  |
| Candidat       | Candidat                   | Parti          | Voix         | %            | Voix        | %           |  |
| -------------- | -------------------------- | -------------- | ------------ | ------------ | ----------- | ----------- |  |
|                | Jean-Marie Geveaux sortant | UMP            | 19 986       | 42,93        | 21 261      | 47,52       |  |
|                | Marietta Karamanli élue    | PS             | 15 965       | 34,29        | 23 476      | 52,48       |  |
|                | Pascaline Treton           | UDF–MoDem      | 2 526        | 5,43         |             |             |  |
|                | Pascale Soulard            | PCF            | 1 661        | 3,57         |             |             |  |
|                | Joël Métivier              | FN             | 1 596        | 3,43         |             |             |  |
|                | Alexis Braud               | Les Verts      | 1 405        | 3,02         |             |             |  |
|                | Frédéric Madelin           | LCR            | 1 341        | 2,88         |             |             |  |
|                | Marie-Noëlle Parcheminal   | MPF            | 665          | 1,43         |             |             |  |
|                | Yves Chéère                | LO             | 534          | 1,15         |             |             |  |
|                | Michel Pageard             | PT             | 431          | 0,93         |             |             |  |
|                | Fabienne Gandemer          | Divers         | 281          | 0,6          |             |             |  |
|                | André Dovillez             | MNR            | 169          | 0,36         |             |             |  |
|                |                            |                |              |              |             |             |  |
| Inscrits       | Inscrits                   | Inscrits       | 82 212       | 100,00       | 82 209      | 100,00      |  |
| Abstentions    | Abstentions                | Abstentions    | 34 304       | 41,73        | 36 250      | 44,09       |  |
| Votants        | Votants                    | Votants        | 47 908       | 58,27        | 45 959      | 55,91       |  |
| Blancs et nuls | Blancs et nuls             | Blancs et nuls | 1 348        | 2,81         | 1 222       | 2,66        |  |
| Exprimés       | Exprimés                   | Exprimés       | 46 560       | 97,19        | 44 737      | 97,34       |  |

#### Troisième circonscription (La Flèche)
| Candidat       | Candidat                      | Parti          | Premier tour | Premier tour | Second tour | Second tour |  |
| Candidat       | Candidat                      | Parti          | Voix         | %            | Voix        | %           |  |
| -------------- | ----------------------------- | -------------- | ------------ | ------------ | ----------- | ----------- |  |
|                | Béatrice Pavy sortante réélue | UMP            | 23 700       | 47,08        | 26 585      | 55,14       |  |
|                | Agnès Lorilleux               | PS             | 13 262       | 26,35        | 21 629      | 44,86       |  |
|                | Loïc Bardin                   | UDF–MoDem      | 2 740        | 5,44         |             |             |  |
|                | Thierry Pradier               | Les Verts      | 1 890        | 3,75         |             |             |  |
|                | Gabrielle Couillin            | FN             | 1 867        | 3,71         |             |             |  |
|                | Huguette Hérin                | PCF            | 1 653        | 3,28         |             |             |  |
|                | Sadia Drissi                  | LCR            | 1 556        | 3,09         |             |             |  |
|                | Nathalie Sébille              | MPF            | 1 057        | 2,1          |             |             |  |
|                | Gérard Baudry                 | PT             | 715          | 1,42         |             |             |  |
|                | Éveline Abecassis             | LO             | 663          | 1,32         |             |             |  |
|                | Anne-Marie Savigny            | CPNT           | 537          | 1,07         |             |             |  |
|                | Jean-Pierre Chuine            | Divers         | 353          | 0,7          |             |             |  |
|                | Christian Hérault             | Divers         | 345          | 0,69         |             |             |  |
|                |                               |                |              |              |             |             |  |
| Inscrits       | Inscrits                      | Inscrits       | 84 049       | 100,00       | 84 015      | 100,00      |  |
| Abstentions    | Abstentions                   | Abstentions    | 32 217       | 38,33        | 34 370      | 40,91       |  |
| Votants        | Votants                       | Votants        | 51 832       | 61,67        | 49 645      | 59,09       |  |
| Blancs et nuls | Blancs et nuls                | Blancs et nuls | 1 494        | 2,88         | 1 431       | 2,88        |  |
| Exprimés       | Exprimés                      | Exprimés       | 50 338       | 97,12        | 48 214      | 97,12       |  |

#### Quatrième circonscription (Sablé-sur-Sarthe)
|                | François Fillon sortant réélu | UMP            | 25 949 | 53,4   |  |  |  |
|                | Stéphane Le Foll              | PS             | 14 592 | 30,03  |  |  |  |
|                | Jean-Pierre Bourrely          | UDF–MoDem      | 1 992  | 4,1    |  |  |  |
|                | Gilles Leproust               | PCF            | 1 989  | 4,09   |  |  |  |
|                | Catherine du Boisbaudry       | FN             | 1 163  | 2,39   |  |  |  |
|                | Dominique Niederkorn          | Les Verts      | 1 044  | 2,15   |  |  |  |
|                | Thierry Nouchy                | LO             | 506    | 1,04   |  |  |  |
|                | Christophe Lemaitre           | GÉ             | 449    | 0,92   |  |  |  |
|                | Joël Esnault                  | CPNT           | 373    | 0,77   |  |  |  |
|                | Maria Loire                   | Divers         | 259    | 0,53   |  |  |  |
|                | Jeannette Delory              | MNR            | 146    | 0,3    |  |  |  |
|                | Christian Papin               | Divers         | 132    | 0,27   |  |  |  |
|                |                               |                |        |        |  |  |  |
| Inscrits       | Inscrits                      | Inscrits       | 78 009 | 100,00 |  |  |  |
| Abstentions    | Abstentions                   | Abstentions    | 28 451 | 36,47  |  |  |  |
| Votants        | Votants                       | Votants        | 49 558 | 63,53  |  |  |  |
| Blancs et nuls | Blancs et nuls                | Blancs et nuls | 964    | 1,95   |  |  |  |
| Exprimés       | Exprimés                      | Exprimés       | 48 594 | 98,05  |  |  |  |

#### Cinquième circonscription (Le Mans-Mamers)
| Candidat       | Candidat                         | Parti          | Premier tour | Premier tour | Second tour | Second tour |  |
| Candidat       | Candidat                         | Parti          | Voix         | %            | Voix        | %           |  |
| -------------- | -------------------------------- | -------------- | ------------ | ------------ | ----------- | ----------- |  |
|                | Dominique Le Mèner sortant réélu | UMP            | 26 042       | 49,61        | 27 754      | 55,11       |  |
|                | Christophe Rouillon              | PS             | 15 796       | 30,09        | 22 606      | 44,89       |  |
|                | Albert Peirano                   | UDF–MoDem      | 2 652        | 5,05         |             |             |  |
|                | Gilles Laurent                   | FN             | 1 655        | 3,15         |             |             |  |
|                | Catherine Gouhier                | Les Verts      | 1 247        | 2,38         |             |             |  |
|                | Gérard Guyau                     | LCR            | 1 152        | 2,19         |             |             |  |
|                | Cécile Bayle de Jessé            | MPF            | 907          | 1,73         |             |             |  |
|                | Annick Vignez                    | PCF            | 837          | 1,59         |             |             |  |
|                | Karine Fouquet                   | LO             | 563          | 1,07         |             |             |  |
|                | Nadia Chikh                      | LT-LNÉ         | 563          | 1,07         |             |             |  |
|                | Philippe de Torcy                | CPNT           | 519          | 0,99         |             |             |  |
|                | Gérard Goulette                  | Divers         | 285          | 0,54         |             |             |  |
|                | Jean-François Lagrange           | MNR            | 262          | 0,5          |             |             |  |
|                | Daniel Bouchard                  | Divers gauche  | 17           | 0,03         |             |             |  |
|                |                                  |                |              |              |             |             |  |
| Inscrits       | Inscrits                         | Inscrits       | 86 796       | 100,00       | 86 793      | 100,00      |  |
| Abstentions    | Abstentions                      | Abstentions    | 33 039       | 38,07        | 35 104      | 40,45       |  |
| Votants        | Votants                          | Votants        | 53 757       | 61,93        | 51 689      | 59,55       |  |
| Blancs et nuls | Blancs et nuls                   | Blancs et nuls | 1 260        | 2,34         | 1 329       | 2,57        |  |
| Exprimés       | Exprimés                         | Exprimés       | 52 497       | 97,66        | 50 360      | 97,43       |  |